# Puppentheater Dessau

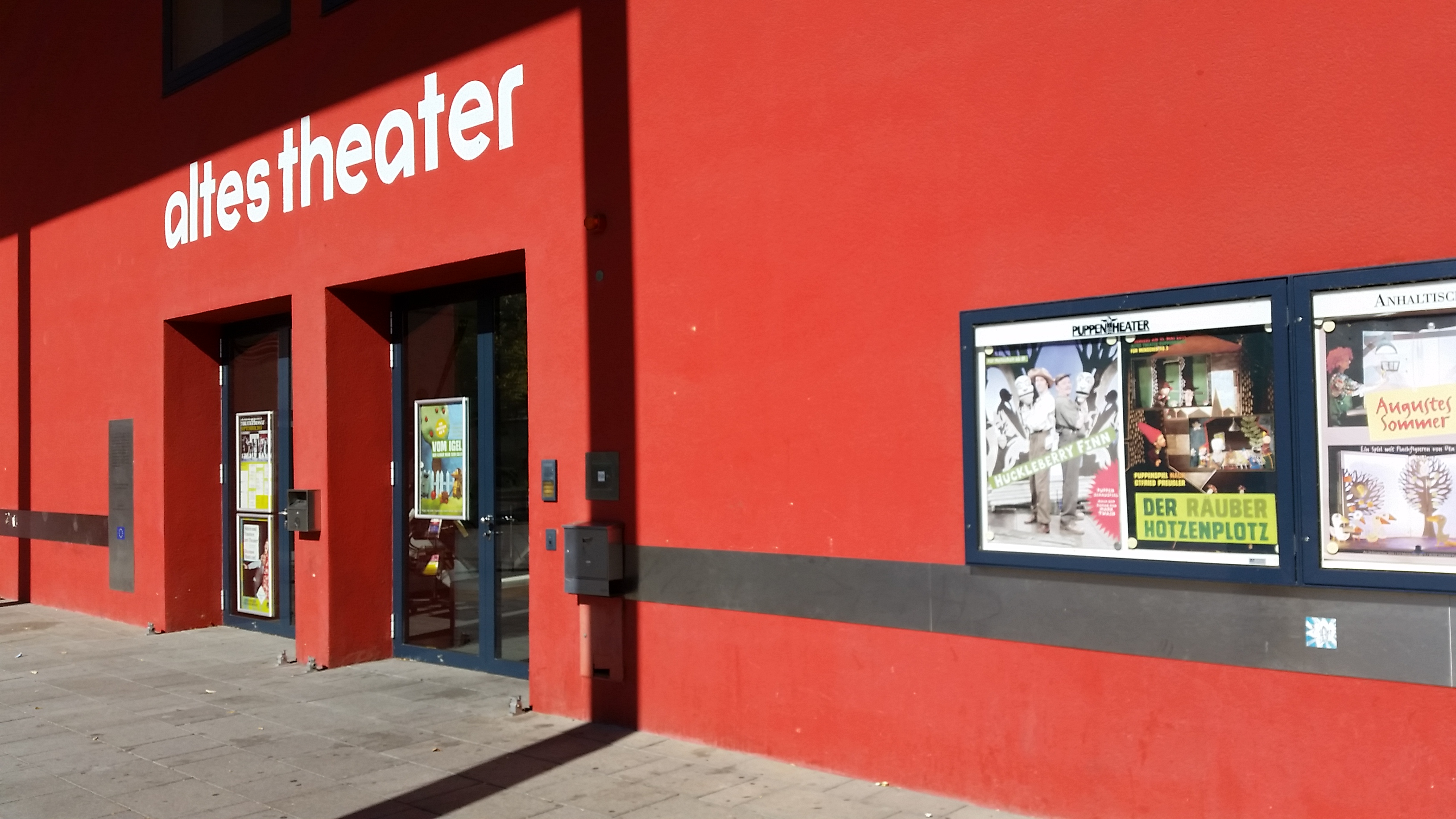
Eingangsbereich des Alten Theaters mit Schaukasten des Puppentheaters

Das Puppentheater Dessau ist ein Figurentheater in Dessau-Roßlau und eine Sparte des Anhaltischen Theaters. 
Als direkte Reaktion auf das  Obraszowsche Gastspiel in der DDR entschied sich der Stadtrat von Dessau 1954 für die Gründung einer unter städtischer Leitung stehenden Puppenbühne und übernahm den Puppenfundus und die Bühnenausstattung der  Handpuppenbühne Rudolf Zillings. Als feste Spielstätte erhielt das Theater den früheren Saal einer  Freimaurerloge an der Ferdinand-v.-Schill-Straße in der  Neustadt von Dessau. Die Bühne gehörte somit zu den ältesten städtischen  Puppentheatergründungen auf dem Gebiet der früheren DDR. Das Repertoire bestand vorwiegend aus kindgerechten Inszenierungen. Neben Handpuppen fanden zunehmend auch Stabpuppen nach sowjetischem Vorbild Verwendung. Im Jahre 1981 wurde das Puppentheater als fünfte Sparte dem damaligen  Landestheater zugeordnet. 
Nach dem Weggang des Leiters Jens Hellwig übernahm zur Spielzeit 2005/2006 Frank Bernhardt vom Puppentheater Magdeburg zusätzlich auch die künstlerische Leitung der Dessauer Bühne.
Am  31. Oktober 2008 konnte das Puppentheater Dessau die Eröffnung seiner neuen Spielstätte im  Alten Theater an theatergeschichtlich historischem Ort in der Kavalierstraße festlich begehen.